# Luhanská oblast
Luhanská oblast (ukrajinsky Луганська область, Luhanska oblasť, též Луганщина / Luhanščyna; rusky Луганская область, Luganskaja oblasť) je nejvýchodnější samosprávná oblast Ukrajiny.

## Historie
Oblast vznikla 3. června 1938. Do 5. března 1958 a od 5. ledna 1970 do roku 1990 se jmenovala Vorošilovgradská / Vorošilovhradská oblast. Hlavním městem bylo průmyslové středisko Luhansk. 27. dubna 2014 místní separatisté vyhlásili samostatnou Luhanskou lidovou republiku, která po válce na východní Ukrajině zabírá jižní část Luhanské oblasti. V důsledku toho byla ukrajinská vláda nucena přesunout sídlo oblasti do Severodoněcku. Od července 2022 ztratila načas Ukrajina kontrolu nad celou oblastí v důsledku okupace silami Ruské federace, nicméně již 19. září byla osvobozena Bilohorivka a na přelomu září a října další pás území u hranic s Charkovskou oblastí. K 1. listopadu 2022 bylo podle dostupných informací a lokalizovaných videí pod kontrolou Ukrajiny asi 0,6 % rozlohy oblasti.
Dne 30. září 2022 se podle tvrzení Ruska stala Luhanská oblast spolu s dalšími čtyřmi oblastmi Ukrajiny součástí Ruské federace na základě referenda o připojení k Rusku. Výsledky referend a jejich průběh jsou mezinárodně zpochybňovány. Na přelomu června a července 2025 poté Rusko oblast po letech intenzivních bojů zcela ovládlo.

## Geografie
Společně s Doněckou oblastí, se kterou sousedí na jihozápadě, zaujímá většinu území Donbasu. Dále sousedí s Charkovskou oblastí na západě; na východě a jihu hraničí s Ruskou federací (Bělgorodská, Voroněžská a Rostovská oblast). Od západu k východu protéká napříč oblastí řeka Severní Doněc. V oblasti je silně zastoupen těžký průmysl, těží se zde uhlí a rudy kovů. Rozvinutý je také chemický a zpracovatelský průmysl.

## Doprava
V Luhansku existovalo mezinárodní letiště, které je ovšem od roku 2014 uzavřeno. Luhanská oblast byla významným tranzitním regionem, a to především pro svou polohu: má společnou hranicí s Ruskem. Oblastí procházejí dálnice M3 (Kyjev – Rusko) a M4 (Snamjanka – Rusko).
Nejvýznamnějším dopravním uzlem byl Luhansk, který byl po okupaci odříznut od Ukrajiny, čímž došlo k jeho úpadku z hlediska logistického.

## Obyvatelstvo
Se svými 2 112 100 obyvateli (2022) je 7. nejlidnatější oblastí Ukrajiny. Toto číslo je ovšem zapotřebí brát s rezervou, neboť zahrnuje i okupované území, na kterém žije většina obyvatel. Po částečné okupaci oblasti v roce 2014, potažmo po ruské invazi na Ukrajinu je velice těžké odhadnout skutečný počet obyvatel, protože v důsledku ozbrojeného konfliktu a okupace oblasti silami ruské federace a tzv. Luhanské lidové republiky uteklo více než 300 000 lidí. Velkoměsta jako Severodoněck, Lysyčansk či Rubižne byla skoro srovnána se zemí.
Luhanská oblast je vysoce urbanizovaná: z 2,1 milionů osob žilo ve městech 1,83 milionů lidí (87,2 %), zatímco na venkově jen 269 tisíc lidí (12,3 %). 
Počet obyvatel postupně klesá: roku 1989 zde žilo 2 862 000 obyvatel, roku 2001 2 546 000 osob, v lednu 2022 žilo zde 2 102 912 osob. 
Za rok 2021 se narodilo 3 356 živě narozených dětí, zemřelo však 18 380. Na 100 zemřelých připadá jen 19 živě narozených. Celkový úbytek obyvatel byl 18 401 lidí. Míra kojenecké úmrtnosti tehdy činila 6 ‰.
Podle výsledků sčítání lidu v roce 2001 žilo v oblasti 58 % Ukrajinci, 39 % Rusové (kromě autonomního Krymu má oblast největší zastoupení Rusů). Je zde též tatarská a arménská národnostní menšina (po 0,3 %). Přibližně 70 % obyvatel oblasti používá ruštinu, ukrajinštinu pak zhruba 30 %.

## Města a obce
Největším městem je téměř 400tisícový Luhansk; dále je v oblasti osm dalších středně velkých měst s 50 až 150 tisíci obyvateli.
Následující tabulka podává přehled větších měst; Kurzívou jsou vyznačena města pod kontrolou Luhanské lidové republiky. V závorce jsou uvedeny původní názvy měst pod kontrolou tzv. LLR přejmenovaných ukrajinskými úřady.
| Město                            | Ukrajinský název | Ruský název     | Obyvatel 1. 1. 2022 |
| -------------------------------- | ---------------- | --------------- | ------------------- |
| Luhansk                          | Луганськ         | Луганск         | 397 677             |
| Alčevsk                          | Алчевськ         | Алчевск         | 106 062             |
| Severodoněck                     | Сєвєродонецьк    | Северодонецк    | 99 067              |
| Lysyčansk                        | Лисичанськ       | Лисичанск       | 93 340              |
| Chrustalnyj (Krasnyj Luč)        | Хрустальний      | Хрустальный     | 79 533              |
| Kadijivka (Stachanov)            | Кадіївка         | Кадиевка        | 73 248              |
| Dovžansk (Sverdlovsk)            | Довжанськ        | Должанск        | 62 691              |
| Rubižne                          | Рубіжне          | Рубежное        | 55 247              |
| Antracyt                         | Антрацит         | Антрацит        | 52 150              |
| Roveňky                          | Ровеньки         | Ровеньки        | 45 514              |
| Brjanka                          | Брянка           | Брянка          | 44 760              |
| Sorokyne (Krasnodon)             | Сорокине         | Сорокино        | 42 315              |
| Pervomajsk                       | Первомайськ      | Первомайск      | 36 091              |
| Holubivka (Kirovsk)              | Голубівка        | Голубовка       | 26 654              |
| Perevalsk                        | Перевальськ      | Перевальск      | 24 817              |
| Molodohvardijsk                  | Молодогвардійськ | Молодогвардейск | 22 449              |
| Popasna                          | Попасна          | Попасная        | 19 199              |
| Kreminna                         | Кремінна         | Кременная       | 18 116              |
| Suchodilsk                       | Суходільськ      | Суходольск      | 20 390              |
| Lutuhyne                         | Лутугине         | Лутугино        | 17 061              |
| Svatove                          | Сватове          | Сватово         | 16 145              |
| Starobilsk                       | Старобільск      | Старобельск     | 15 947              |
| Voznesenivka (Červonopartyzansk) | Вознесенівка     | Вознесеновка    | 15 218              |
| Zolote                           | Золоте           | Золотое         | 13 007              |